# Пішохідне місто
Пішохідне місто — місто, або частина міста, де з різних причин не курсує транспорт, а отже, це простір, який людина може використовувати для пішої навігації. Для пішохідного міста характерні вузькі, часто звивисті вулички. Його транспортна система є егалітарна, і ніхто не страждає від відсутності транспорту, на відміну від сучасних автомобільних міст. Можливість пересування в межах такої локації позитивно впливає на екологічні потреби, здоров’я, соціальні переваги, зниження попиту на різні види транспорту, економічний розвиток туристичної та інших галузей, і задоволення.

## Історія

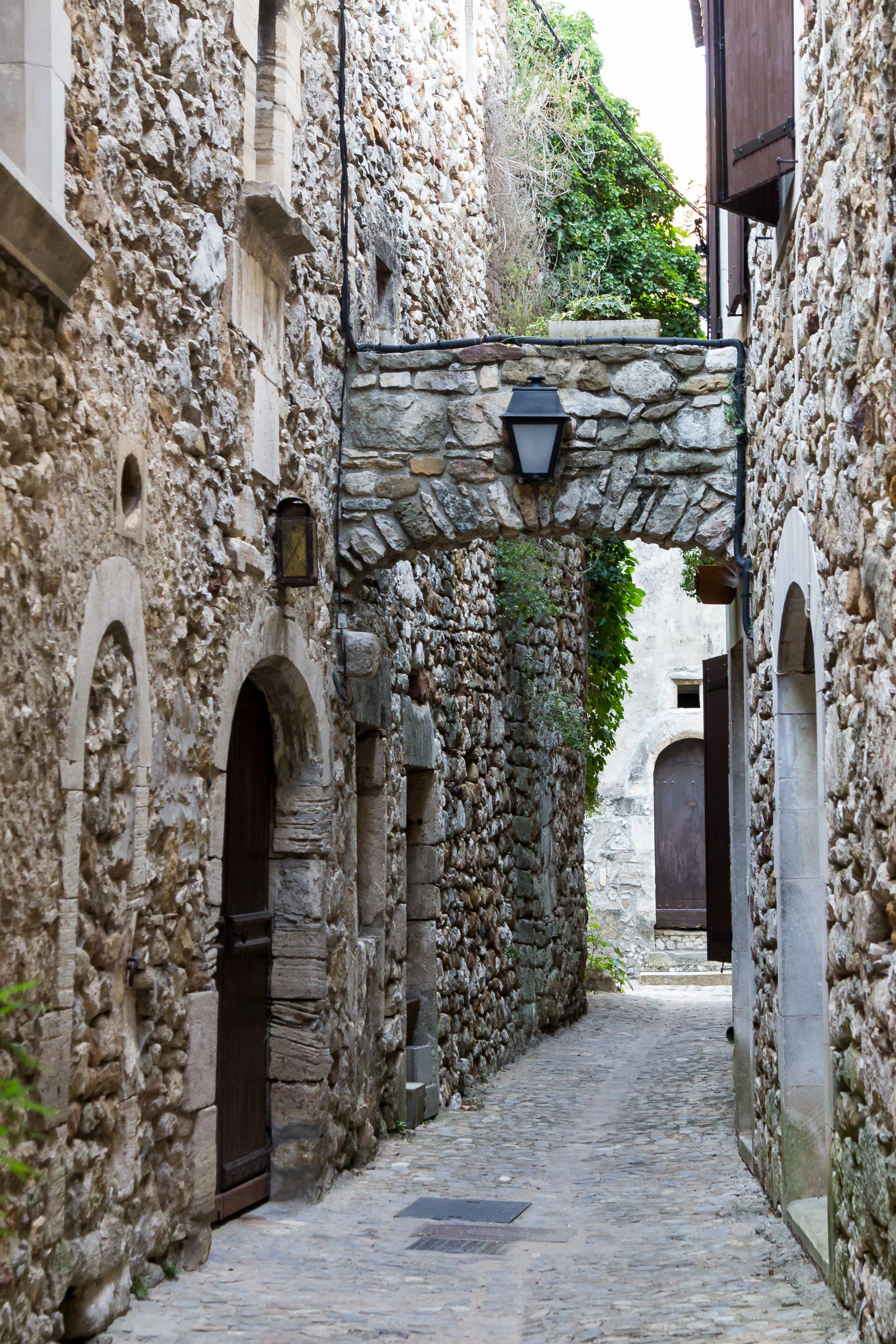
Вузькі вулички є звичайною рисою пішохідних міст, де існує обмежений простір.

До появи автомобільного транспорту, пішохідні міста були поширеним явищем. З розвитком автотранспорту, люди почали влаштовувати такі пішохідні локації, щоб зменшити кількість та тривалість поїздок в один бік. Це означало, що містобудівники уникали таких рис сучасних міст, як вулиці з одностороннім рухом. Шукали моделі циркуляції, які гарантували б людям проходити найменшу відстань. Криві вулиці середньовічних міст, хоч і здавалися неефективними, насправді були створені для того, щоб забезпечити кругові маршрути.
У Європі пішохідні міста переважали до 1850 року, коли піший, або, частіше, кінний транспорт був основним засобом пересування.
Протягом 1950-х і 1960-х років багато пішохідних міст почали заповнюватись автомобілями. Але, з часом, деякі з них поступово знову відновили свої пішохідні властивості, як-от Фрайбург і Мюнхен у Німеччині та Копенгаген у Данії.

## Особливості
У пішохідних містах все було пристосовано «на найменший простір». Вулиці, які були вузькими, звичай мали навислі верхні поверхи, які часто були оточені стінами для оборонних цілей. Міське планування, пов’язане з зонуванням та інфраструктурою, дозволяють сучасним містам бути зручнішими для прогулянок. Розростання міст і таке міське планування впливають на поточні системи громадського транспорту, наприклад у Сполучених Штатах, які витрачають більше державних податків на транспорт, але є менш доступними. 

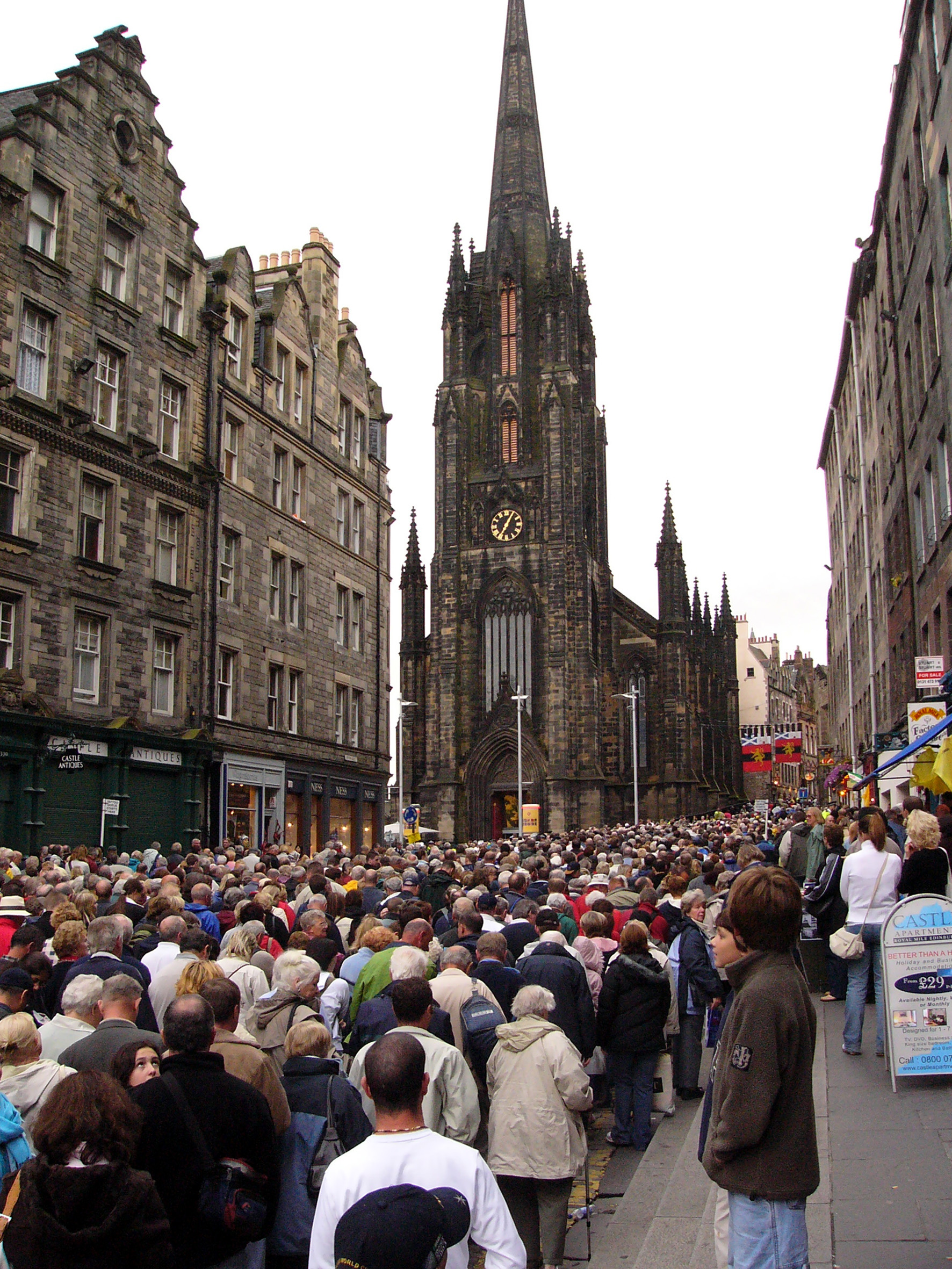
Единбург, Шотландія

## Приклади
Деякі з найбільш доступних для прогулянок міст у всьому світі включають Флоренцію, Афіни, Единбург, Мадрид і Вашингтон. Прохідні зони визначаються факторами, такими як щільність, функціональне поєднання та мережі доступу. Інститут політики транспорту та розвитку (ITDP) оцінив доступність міст за близькістю до локацій з вільними  від автомобілів (100 м) територіями, близькістю до закладів охорони здоров’я та освіти (1 км), а також за невеликими розмірами міських кварталів. Такі моменти, як виділення коштів на громадський транспорт і пішохідні доріжки, а також зонування та зміни в інфраструктурі сприяють успіху в розвитку пішохідних міст. В Іспанії, наприклад, у Мадриді, пішохідна локація поєднується з міжміським транспортом та легкими рейковими поїздами, щоб забезпечити більшість населення доступом до транспортної системи на відстані менше одного кілометра.

## Вплив на навколишнє середовище
Такі місцеві локації, зручні для прогулянок, заохочують гуляти пішки, їздити на велосипедах та громадським транспортом, на відміну від пасажирських транспортних засобів. Бо ці заходи впливають на зменшення використання викопного палива. У Сполучених Штатах, де транспорт є найбільшим джерелом викидів парникових газів (на це припадає 27% від загального обсягу у 2020 році). На додаток, збільшення доступності для прогулянок призводить до зменшення повітряного та шумового забруднення, а також додаткових земель для зелених зон, які не використовуються транспортними засобами. Ці фактори разом з іншими борються з екологічною диспропорційністю та несправедливістю шляхом пом’якшення кліматичних змін і диверсифікації доступності. Організація Об’єднаних Націй окреслює 17 різних цілей сталого розвитку, спрямованих на вирішення соціальних та екологічних проблем. Пішохідні міста досягають Цілі №11: Сталі міста та громади за допомогою міського планування, яке забезпечує доступ до кращого транспорту.